# Glacera Shackleton
La glacera Shackleton és una glacera ubicada a la Antàrtida, de més de 96 quilòmetres de llarg i de 8 a 16 quilòmetres d'ample, que descendeix des de l'Altiplà Polar en les proximitats del Massís Roberts, i flueix cap al nord a través de les Muntanyes Reina Maud per entrar després a la Barrera de gel de Ross, entre la Muntanya Speed i Waldron Spurs.
La glacera va ser anomenada amb aquest nom en honor de l'explorador antàrtic britànic Ernest Shackleton.